# Abbaye de Morimond
L'abbaye de Morimond est une abbaye cistercienne, aujourd'hui disparue, située à Parnoy-en-Bassigny dans le département de la Haute-Marne, en France. Fondée en 1115, elle est la quatrième des première abbayes filles de Cîteaux, après La Ferté, Pontigny et Clairvaux. Ces cinq abbayes étaient dites « primaires » dans l'ordre cistercien.
Particulièrement féconde, l'abbaye de Morimond crée à travers toute l'Europe, mais plus particulièrement en Europe centrale et orientale, une trentaine d'abbayes filles directes, et plus de deux cents abbayes filles au total.
Sa presque destruction après la Révolution n'empêche pas plusieurs de ses abbayes-filles d’exister encore de nos jours, notamment en Autriche et en Pologne.

## Toponymie
Le nom Morimond dérive du latin mori mundo (« mourir au monde »), illustrant l'idéal de renoncement au monde des moines cisterciens.

## Histoire

### Fondation
Au XIe siècle, Olry d'Aigremont, fils de Foulques de Serqueux, en épousant Adeline de Choiseul, fille de Renier de Choiseul et d'Ermengarde de Vergy, s'associe au vœu de celle-ci de créer un établissement religieux. C'est ainsi qu'un oratoire voit le jour entre Damblain et Fresnoy au lieu longtemps nommé « le Vieux-Morim » ; là un solitaire prénommé Jean devait pendant plus de dix ans attendre que des disciples le rejoignent. Devant sa désolation, Joceran de Brancion, évêque de Langres, l'incitait à se mettre sous l'influence de l'abbaye de Cîteaux. C'est pourquoi Étienne Harding, alors abbé de Cîteaux, le recevait et décidait d'envoyer deux de ses frères pour organiser l'arrivée d'une colonie à Morimond.
En 1115, avec l'accord enthousiaste d'Olry d'Aigremont et d'Adeline, ainsi que de l'évêque de Langres Guillenc d'Aigremont, l'abbé Étienne vient au château d'Aigremont et en présence d'Oldoric de Provenchères, de Gérard de Dammartin, d'Hugues de Meuse, d'Arlebaud de Varennes et de Roscelin de Bourbonne, tous seigneurs du voisinage, il se voyait remettre la terre où devait s'élever la future abbaye de Morimont, dans la vallée du Flambart. Après avoir, comme le veut la coutume, désigné l'emplacement du cimetière, Étienne Harding indique l'endroit où devra s'élever l'oratoire et les bâtiments. De son côté Olry remettait la terre de Waldenvillers (aujourd'hui lieu-dit la ferme de Vaudainvillers) pour augmenter le fonds de l'abbaye. Peu de temps après l'évêque se rendait auprès de Simon II de Clefmont, seigneur de Clefmont, pour en obtenir la confirmation. De retour à l'abbaye de Cîteaux une colonie de moines, avec à leur tête le frère Arnould, qui prendra le nom d'Arnaud Ier, quittait l'enceinte de Cîteaux et partait prendre possession des terres de Morimond.
À ce qu'il semble aujourd'hui, la reconnaissance de La Ferté, de Pontigny et de Clairvaux comme abbayes-primaires de l'ordre cistercien semble avoir été très rapide. En revanche, en ce qui concerne Morimond, la reconnaissance de sa « primauté » est plus tardive, et ne date que de la bulle d'Alexandre III de 1163, ainsi que de celle qui la suit, en 1165. Des études plus poussées ont montré que Morimond n'est pas mentionnée dans la première version de la Carta Caritatis, en 1119. Lors de l'accord passés entre Cisterciens et Prémontrés, en 1142, l'abbé de Morimond est ainsi absent ; alors qu'une représentation des moines blancs en 1157 l'inclut ; il s'agit peut-être d'une faveur de Lambert, alors abbé de Cîteaux et précédemment de Morimond ; mais plus probablement d'une reconnaissance du rôle éminent de la quatrième fille au sein de l'ordre.
En effet la filiation de Morimond est la seconde plus importante, après celle de Clairvaux ; à la mort de saint Bernard, La Ferté comptait six abbayes-filles, Pontigny vingt-six, mais Morimond quatre-vingt-quatre. Quant à Clairvaux, elle comptait déjà soixante abbayes filles directes, sans compter les fondations de celles-ci. Certaines abbayes n'ayant pas « statut » d'abbaye primaire (L'Aumône, Kamp, sans parler du cas particulier de Savigny) ont une filiation beaucoup plus importante que celle de La Ferté. Mais la détermination des branches de l'ordre date de 1119, lors de la rédaction de la Charte, et n'a pas évolué, à l'exception notable de l'insertion de Morimond. Selon toutes les sources traditionnelles, Morimond aurait été fondée la même année (1115), voire le même jour que Clairvaux ; les études modernes et l'absence de Morimond dans la première mouture de la Charte laisse au contraire envisager une fondation vers 1117 ou 1118.

### Installation et organisation
Les premiers moines découvraient une vallée étroite, humide et profonde, environnée de grandes forêts, située aux frontières de la Lorraine et de la Champagne.
Dans ce lieu désolé, les moines construisent tout d'abord des huttes avant d'édifier en bois les premiers bâtiments de l'abbaye et de se livrer à la mise en culture de leurs terres. Ils s'attellent à l'assainissement de la région en créant des étangs (ceux de Fraucourt, de Morimond, le Moulin-Rouge près de Ravennefontaines, Damfal et Belfays près de Montigny, Defoy à Lavilleneuve, le Petit-Étang à Choiseul, etc.). Le plus important, celui de l'abbaye, était destiné à recueillir l'eau de cinq plus petits (ceux du Lavoir, le Grand-Étang, la Ferrasse, le Maître et Bonnencontre), il était utilisé comme moyen d'irrigation, comme force motrice (pour des scieries, fouleries, huileries, tanneries et moulins) et comme viviers.
Une première église abbatiale est consacrée en 1154.

### Otton de Freising et Évrard de Mons
Tout à son travail Arnaud ne se méfie pas de l'hostilité à son égard du fils aîné d'Odolric. Celui-ci n'a de cesse de réclamer les terres que son père avait données à l'abbaye. Ne se sentant pas la force d'affronter ce seigneur, Arnauld, accompagné d'Evrard, d'Adam et de Conrad, choisit de se retirer et de partir pour Jérusalem fonder une nouvelle colonie. Lorsque l'abbaye de Clairvaux est mise au courant de son projet, Saint Bernard en référa au pape : « …nous espérons que nos plaintes et nos vœux arriveront jusqu'à vous, malgré notre bassesse et la grandeur de vos nombreuses occupations. L'affaire dont il est ici question n'est pas seulement la nôtre, mais celle de tout notre ordre…nous vous annonçons qu'un de nos frères abbés, celui de Morimond, ayant abandonné son monastère, a résolu, dans un esprit de légèreté, de se rendre à Jérusalem ». Malgré les injonctions de ses supérieurs, Arnaud ne veut pas revenir à Morimond et il meurt dans le plus grand dénuement en janvier 1126 en Flandre.
Ayant appris la mort d'Arnaud, Étienne Harding part pour Morimond, accompagné de Gauthier, prieur de l'abbaye de Clairvaux, qu'il installe à la tête de Morimont. Celui-ci, dès son arrivée, prend soin de faire confirmer l'acte de fondation de l'abbaye ainsi que les donations d'Olry d'Aigremont par Guillenc d'Aigremont alors évêque de Langres ; ceci fait, le fils d'Olry se plie devant le sceau de l'évêché. Puis Étienne s'attelle à la tâche de faire revenir les compagnons d'Arnaud en les menaçant d'excommunication s'ils refusent : « Par votre départ scandaleux vous avez blessé la charité, troublé la paix, brisé l'unité… À ceux qui reviendront, la vie ; à ceux qui resteront, la mort ! ». Devant une telle sanction tous regagnent Morimond.

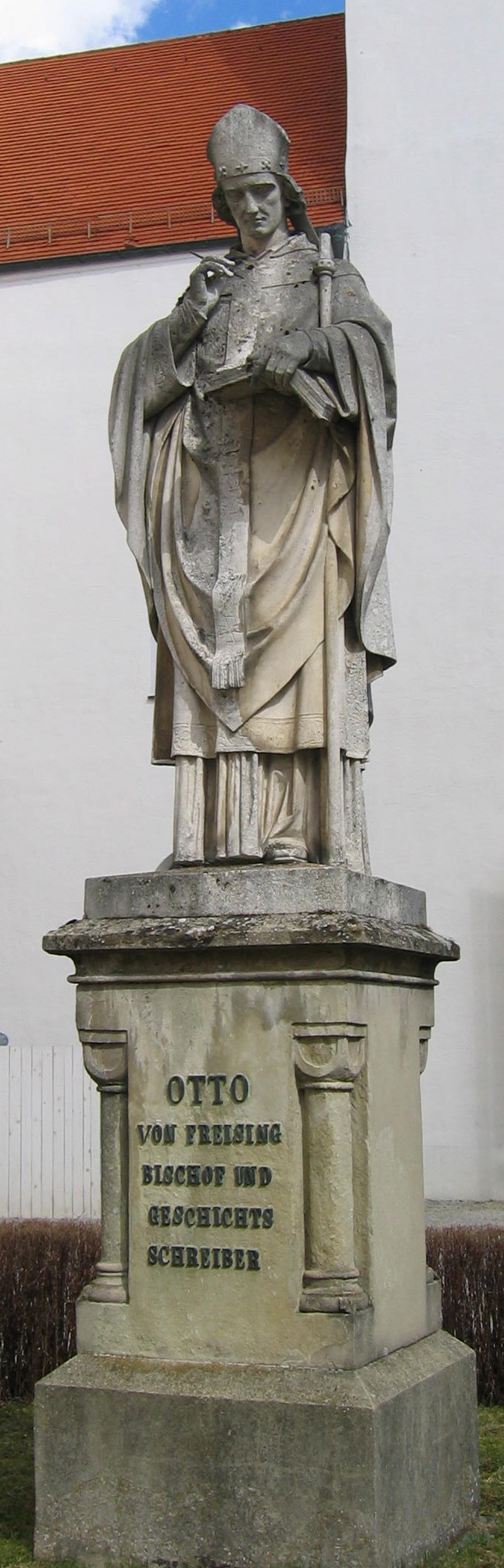
Statue d'Otton de Freising.

L'abbaye de Morimond, par son emplacement aux frontières de la Lorraine et de la Champagne, reçoit une multitude de pèlerins en quête de spiritualité ; aussi est-il décidé d'agrandir l'abbaye afin de pouvoir les recevoir. Dans un premier temps Gauthier Ier installe dans les granges placées sur le chemin du monastère un frère chargé d'accueillir le voyageur et de faire brûler toutes les nuits une lanterne afin de signaler la possibilité d'un abri. Aussi un soir d'août 1132, quand un groupe d'une quinzaine de jeunes nobles viennent demander le refuge le frère chargé de l'accueil les laisse entrer, s'occupe d'eux, leur offre le gîte et le couvert et les invite à participer à l'office du soir. Le matin, au lieu de reprendre la route, ceux-ci lui font part de la forte impression de sérénité qui se dégageait du lieu et donc de leur volonté d'intégrer le monastère. Le frère fait appeler l'abbé Gauthier Ier qui leur ouvre les portes de Morimond. Parmi ces jeunes nobles se trouve Henri de Carinthie, fils du duc de Carinthie, Herbert de Moravie, Conrad de Thuringe, et surtout Otton de Freising, fils de Léopold III d'Autriche et d'Agnès de Franconie. Ces jeunes nobles ont reçu une formation solide ; aussi l'abbé prend-il la décision, d'envoyer ces jeunes frères poursuivre leurs études à Paris dans ce qui devient peu à peu le collège des Bernardins. Otton devient en 1138 abbé de Morimond.
Otton de Freising ne reste pas longtemps à Morimont ; le pape le nomme évêque de Frisingue en Bavière. Ce poste n'est pas seulement dû au travail d'Otton à l'abbaye mais il résulte aussi d'un calcul du pape qui veut ainsi contrebalancer le pouvoir de Conrad III de Hohenstaufen alors empereur romain germanique, en l'opposant à Otton de Freising, petit-fils de l'empereur Henri IV. D'autres religieux commencèrent une glorieuse carrière à Morimond aussi en 1145 déjà dix d'entre eux furent évêques. Otton partit prendre place sur le siège de Freising c'est Renaud Ier, frère de maison de Frédéric III de Dampierre, qui est élu comme abbé de Morimond
L'exemple d'Otton ouvrait la voie à la noblesse allemande et parmi elle Évrard d'Einberg, comte de Mons, qui après de longues années passées en pèlerinage sur la route des tombeaux des saints et alors que fatigué il s'en retournait dans son pays et arrivait aux frontière de la Champagne, aperçut une lumière dans la nuit. C'était la lanterne d'une métairie qui signalait sa présence comme l'avait voulu Gauthier Ier. Ayant trouvé là la paix et la sérénité qu'il cherchait il sollicita un emploi sans faire part de son origine. C'est ainsi qu'il devint porcher à l'abbaye de Morimond. Quelques années plus tard il était reconnu par deux de ses valets lancé sur ses traces pour le retrouver. Les religieux avertis que le puissant et fier guerrier, seigneur de Mons, gardait leurs porcs en appelèrent à l'abbé qui accourut et proposa à Évrard de prendre l'habit monastique ; il fondera en 1142 l'abbaye d'Einberg en Allemagne et celle du Mont Saint-Georges en Thuringe.

### Liste des abbés de Notre-Dame de Morimond
- 1115-1126 : Arnold Ier
- 1126-1138 : Gautier Ier
- 1138-1139 : Otton de Freising
- 1139-1154 : Renaud Ier
- 1154-1155 : Lambert
- 1155-1159 : Henri Ier
- 1159-1160 : Aliprand Ier
- 1160-1161 : Eudes
- 1161-1162 : Gautier II
- 1162-1168 : Aliprand II
- 1168-1170 : Gilbert
- 1170-1183 : Henri II
- 1183-1193 : Pierre Ier
- 1193-1194 : Henri III
- 1194-1195 : Bartholomée
- 1195-1198 : Pierre II
- 1198-1199 : Béthold
- 1199-1239 : Guy Ier
- 1239-1240 : Arnaud II
- 1240-1264 : Conon
- 1264-1272 : Nicolas Ier
- 1272-1284 : Jean Ier
- 1284-1286 : Hugues Ier
- 1286-1296 : Dominique
- 1296-1301 : Gérard
- 1301-1303 : Hugues II
- 1303-1320 : Guillaume Ier
- 1320-1331 : Gautier III
- 1331-1354 : Renaud II
- 1354-1380 : Thomas de Romain
- 1380-1393 : Jean II de Levecour
- 1393-1402 : Jean III de Martigny
- 1402-1424 : Jean IV de Bretagne
- 1424-1427 : Guy II
- 1427-1431 : Jean V de Savoie
- 1431-1441 : Guy III
- 1441-1449 : Jean VI de Blasey
- 1449-1459 : Jean VII de Graille
- 1459-1460 : Philibert
- 1460-1462 : Humbert de Losne
- 1462-1466 : Thomas de Luxembourg
- 1466-1471 : Guillaume II de Mège
- 1471-1484 : Antoine Ier de Boisredon[21]
- 1484-1491 : Jacques Ier de Livron
- 1491-1495 : Jean VIII de Vivien
- 1495-1503 : Jacques II de Pontarlier
- 1503-1517 : Rémy de Brasey
- 1517-1551 : Edmond Ornot de Pichange
- 1551-1576 : Jean IX Coquey de Saint-Belin
- 1576-1590 : Gabriel Coquey de Saint-Belin
- 1590-1591 : François Ier de Sérocour
- 1591-1620 : Claude Ier Masson
- 1620-1667 : Claude II Brissault
- 1667-1680 : François II de Machaut
- 1680-1683 : Nicolas II de Chevigny
- 1683-1703 : Benoît-Henri Duchesne
- 1703-1720 : Nicolas III Aubertot de Mauveignan
- 1720-1736 : Lazare Languet
- 1736-1749 : Nicolas IV Philibert Guyot
- 1749-1775 : Pierre III Thirion
- 1775-1791 : Antoine II Chautan de Vercly[22]

### L'essaimage de Morimond
Morimond se développa rapidement, et essaima largement en France, Allemagne, Pologne, Bohême, Espagne, et Chypre. Aux confins de la Champagne et de la Lorraine, la situation de l’abbaye en faisait un avant-poste de l’ordre pour rayonner sur l’Allemagne et l’Europe orientale : rien qu'entre 1123 (Abbaye de Kamp) et 1305 (Abbaye de Stolpe), Morimond et Clairvaux parrainèrent 44 abbayes cisterciennes dans le Saint-Empire et environ 700 en Europe. Parmi les plus anciennes abbayes-sœurs de Morimond, on trouve le monastère de Maulbronn (1147) en Bade-Wurtemberg, un monastère médiéval du Nord des Alpes préservé et même classé au Patrimoine mondial de l'UNESCO.
En même temps qu'étaient édifiés les premiers bâtiments de l'abbaye, vers 1119, l'abbé Arnaud Ier, qui avait déjà reçu ses premiers disciples venus des environs, envoyait une douzaine de moines vers Besançon explorer ce qui deviendra la terre de l'Abbaye Notre-Dame de Bellevaux, première fille de Morimond. Toujours la même année il participait, aux côtés de l'abbé Étienne Harding, à la rédaction de la « Charte de charité et d'unanimité » qui définira l’organisation interne et la forme de gouvernement que l’ordre cistercien s’est donné (le soutien et service mutuel entre les abbayes, le système de filiation entre les abbayes-mères et abbayes-filles, le chapitre général et le système de visite annuelle). Voyant la puissance que prenait rapidement l'abbaye de Morimond, le seigneur de Clefmont Simon II voulut s'associer plus étroitement au monastère et pour ce faire lui cédait une terre à Bourdons-sur-Rognon, où devait être érigée l'abbaye de la Crête avec à sa tête l'abbé Baudouin et douze moines tous formés à Morimond. En 1123 l'archevêque de Cologne, Frédéric Ier, demande à Arnaud Ier de l'aider à fonder une abbaye cistercienne dans son diocèse. Après un voyage à Cologne et de retour à Morimond, accompagné de plusieurs jeunes disciples dont un du nom de Conrad, Arnaud désignait le vénérable Henri et douze moines pour partir construire l'abbaye de Kamp en Allemagne, nommée en premier lieu Notre-Dame-d'Ald-Camp ou Ald-Velt ou aussi Campen.
Avec l'arrivée sur le siège du monastère de Gautier Ier deux nobles, nommés Bernon et Richwin, abandonnaient à l'abbaye leur château d'Ebrach, situé dans le diocèse de Wurtzbourg en Bavière, aussi l'abbé décidait, en 1126, d'y envoyer le frère Adam et douze compagnons fonder une colonie. En 1130 les frères Eudes et Othon de Montsaugeon, qui avaient un frère nommé Gérard archidiacre de Langres, donnaient à Gautier Ier leur terre de Tulley et celui-ci y implanta l'abbaye de Theuley. Sous le règne d'Otton de Freising plusieurs abbayes verront le jour, telles celles de Heiligenkreuz, de Morimondo, d'Einberg, de Mont Saint-Georges et de Waldsassen. Cette dernière faillit ne pas voir le jour car Morimond, épuisée par le départ d'un grand nombre de religieux, ne pouvait satisfaire à la demande de Gerwic, bénédictin de l'abbaye de Sigeberg vers Cologne, de lui confier des frères pour l'abbaye qu'il était en train d'édifier dans une sombre forêt des environs de Ratisbonne avec l'aide du seigneur du lieu Thibaut de Wohbourg. Devant l'insistance de Gerwic, Otton de Freising lui confiait six religieux et une lettre à remettre à l'abbé de Wolkenrode afin que celui-ci lui confie sept autres frères pour atteindre le nombre de treize obligatoire pour fonder une abbaye cistercienne.

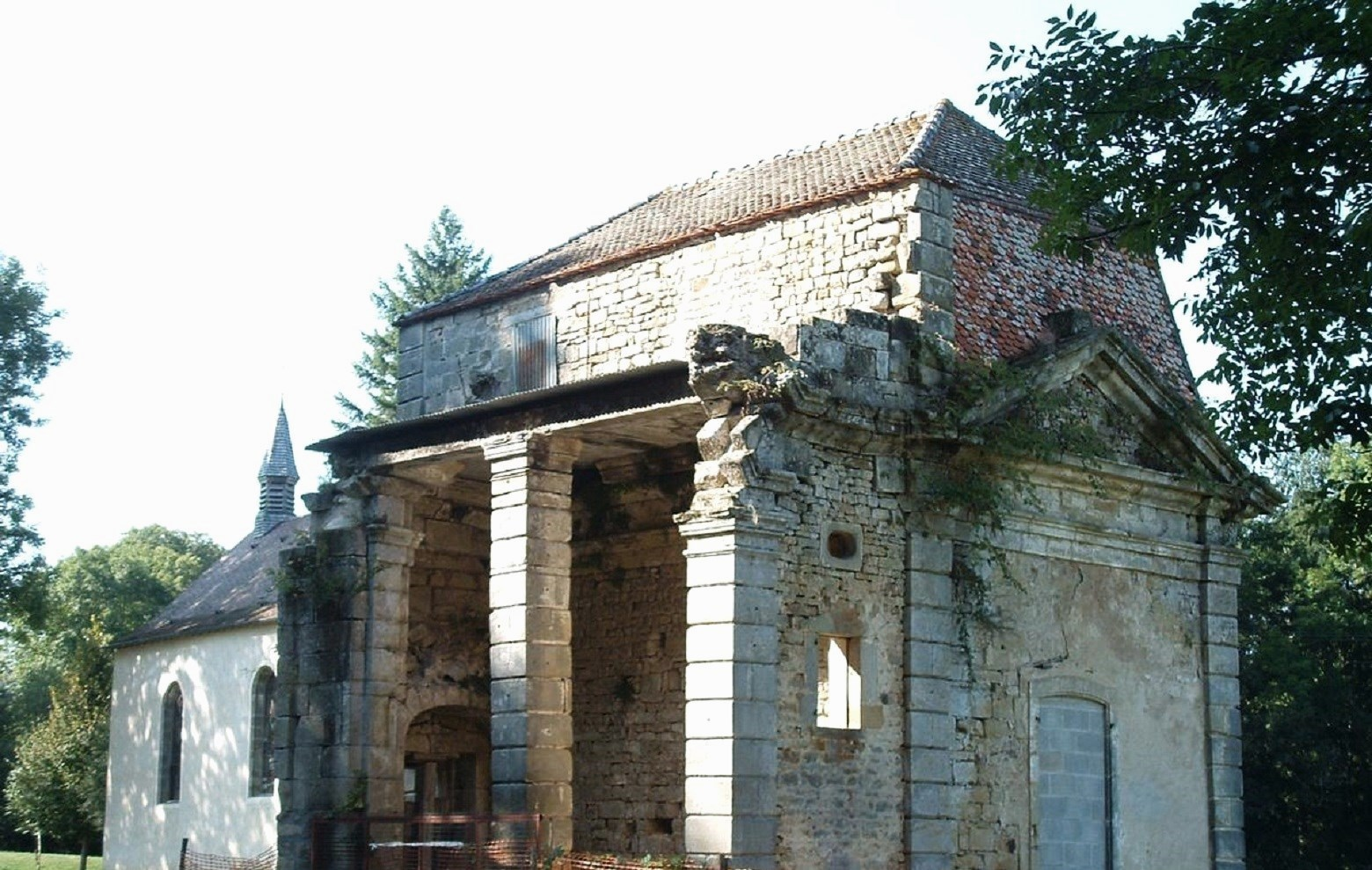
Les vestiges de l'abbaye de Morimond.

Non seulement Morimond essaimait ses abbayes-filles avec une grande régularité mais sa renommée apportait à elle un nombre de plus en plus grand de disciples. Ceux-ci, qui avaient été mariés, devaient quitter leurs épouses, Arnaud Ier avait eu l'idée, dès les premiers temps de l'abbaye, de faire construire une maison non loin de Montigny, à quelques kilomètres de Morimont, pour y loger celles qui avaient été les épouses des moines ; cet établissement, régi par la règle de Cîteaux, prendra le nom de Belfays (il n'existe plus, détruit au cours du XIVe siècle seule reste le lieu-dit « la ferme de Belfays » non loin de l'aire de service de Val-de-Meuse sur l'autoroute A 31). En 1137, en l'espace de six mois ce n'est pas moins de quatre colonies, c'est-à-dire cinquante-deux frères, qui franchirent les portes de Morimond pour partir s'aventurer dans le sud de la France fonder des abbayes.
La première de ces abbayes du sud fut celle de Notre-Dame d'Aiguebelle au diocèse de Saint-Paul-Trois-Châteaux, c'est là que Gontard le Loup, seigneur de Rochefort reçut les moines venus pour son édification en juillet 1137. Au mois d'octobre de la même année l'abbaye de l'Escaladieu est fondée par une colonie dirigée par Bertrand qui, dans les premiers temps, s'installait dans une grange donnée par Forton de Vic, en accord avec le comte de Bigorre Pierre de Marsan, avant qu'il ne lui fut remis un domaine à Cabadour dans la Vallée de Campan. Un mois plus tard vingt-six religieux quittaient en même temps l'abbaye de Morimond pour fonder Le Berdoues au diocèse d'Auch et Bonnefont.
Cette abbaye était en opposition avec l'abbaye de Citeaux au sujet de la filiation de l'Abbaye Notre-Dame de Valsaintes et c'est François II de Machaut abbé de Morimond qui à la requête de Dom Tédénat ordonna par son décret du 9 juin 1668 le transfert de l'Abbaye de Valsaintes au château de Boulinette, à condition qu'elle se nomme toujours Abbaye de Valsaintes et ordonna la construction d'une église. Le parlement d'Aix saisit de ce litige entre les deux abbayes trancha le 12 décembre 1684 au bénéfice de l'abbaye de Citeaux.

### Filles de Morimond
- - L'Abbaye Notre-Dame de Bellevaux, en France, est fondée en 1119. Elle compte elle-même vingt-sept abbayes filles directes et indirectes, en France, Suisse, Allemagne, Autriche, Italie, Grèce et Turquie ;
  - L'Abbaye de la Crête, en France, est fondée en 1121 ; elle compte six abbayes filles directe ou indirectes, en France et en Espagne ;
  - L'abbaye de Kamp, en Allemagne, fondée en 1123, est la plus prolofique des filles de Morimond avec soixante-six abbayes-filles directes et indirectes, en Allemagne, Estonie, Pologne, Lettonie, République tchèque, Pays-Bas et Belgique ;
  - L'abbaye d'Ebrach, également en Allemagne, fondée en 1127, dénombre vingt-trois abbayes filles directe ou indirectes en Autriche, Slovénie, République tchèque et Allemagne ;
  - L'abbaye de Theuley, en Franche-Comté, fondée en 1130, fonde à son tour une abbaye-fille française ;
  - L'abbaye de Beaupré est fondée en Lorraine la même année ;
  - L'abbaye de Clairefontaine, fondée en Franche-Comté en 1132, a également une abbaye-fille ;
  - L'abbaye de Bithaine, en Franche-Comté, fondée en 1133, compte une abbaye-fille française ;
  - L'abbaye d'Altenberg, allemande, fondée la même année ; elle compte huit abbayes filles directe ou indirectes, en Allemagne et en Pologne ;
  - L'abbaye de Morimondo, italienne, fondée en 1134, compte deux abbayes-filles italiennes ;
  - L'abbaye de Villers-Bettnach, en Lorraine, fondée également en 1134, compte elle-même cinq abbayes filles directes ou indirectes en France, Allemagne, Autriche et Slovénie ;
  - L'abbaye Notre-Dame d'Aiguebelle, dans la Drôme, est créée en 1137 ; elle compte deux abbayes-filles ; après la Révolution, au XIXe siècle, elle est resaurée par une communauté trappiste et connaît un fort développement ;
  - L'abbaye de Heiligenkreuz, en Autriche, est fondée en 1133. À l'exception d'une expulsion durant la période nazie de l'Anschluss, elle n'a jamais été fermée ; c'est le plus vieil établissement cistercien du monde ; elle compte neuf abbayes filles directes, situées en Autriche, Hongrie, République tchèque et Allemagne ;
  - L'abbaye de l'Escaladieu est fondée en 1137 sur le piémont pyrénéen ; elle compte treize abbayes-filles, en France et surtout en Espagne ;
  - L'abbaye de Berdoues est la même année installée dans le Gers, et compte onze abbayes-filles françaises et espagnoles ;
  - L'abbaye de Bonnefont, toujours en 1137, est fondée près de Toulouse, et compte sept filles directe et indirecte en France et en Espagne ;
  - L'abbaye de Georgenthal est fondée en Allemagne en 1142 ; elle fonde à son tour une abbaye allemande ;
  - L'abbaye de Franquevaux est fondée en 1143 dans le Languedoc (Gard);
  - L'abbaye de Dore est fondée en 1147 en Angleterre, et fonde à son tour deux établissements anglais ;
  - L'abbaye de Silvacane est fondée en 1144 en Provence. Avec Sénanque et Le Thoronet, elle est une des « trois sœurs provençales » ; elle fonde à son tour une abbaye en Provence ;
  - L'abbaye de Jędrzejów (de) est créée dans l'actuelle Pologne en 1140 ; elle fonde à son tour trois abbayes-filles polonaises ;
  - L'abbaye de Balamand est fondée dans l'actuel Liban en 1157, à la faveur des croisades et de la création du Royaume de Jérusalem ; elle fonde quatre abbayes filles, dans l'actuel Israël, l'actuelle Cisjordanie et à Chypre ;
  - L'abbaye de Sulejów est fondée en Pologne en 1177 ;
  - Deux années plus tard, l'abbaye de Wąchock est également installée en Pologne. Quatre abbayes-filles en sont issues, une en Slovaquie, et trois dans la Rzeczpospolita (aujourd'hui en Biélorussie) au XVIIIe siècle ;
  - L'abbaye de Koprzywnica (de) est fondée l'année suivante en Pologne ;
  - Celle de San Pedro de Gumiel (de) est installée en Espagne en 1194, et fonde une abbaye-fille, également espagnole ;
  - L'abbaye de Macosquin est créée en Angleterre en 1218
  - Celle de Belleau et celle de Freistroff sont créées respectivement en 1242 et en 1470, en Champagne et en Lorraine.

Morimond continua de participer activement à la fondation de nouveaux monastères cisterciens pendant près de deux siècles, si bien qu'à la fin du XVIIIe siècle, elle compte parmi sa filiation deux cent treize abbayes d'hommes et près de sept cents établissements (tous types confondus et en comptant les abbayes féminines).
Des bulles de plusieurs papes placèrent les principaux ordres militaires d'Espagne sous sa juridiction spirituelle, tels que :
- l’ordre de Calatrava (1187),
- l’ordre d'Alcantara (1214),
- l’ordre du Christ au Portugal (1319),
- l’ordre des Saints-Maurice-et-Lazare en Savoie.

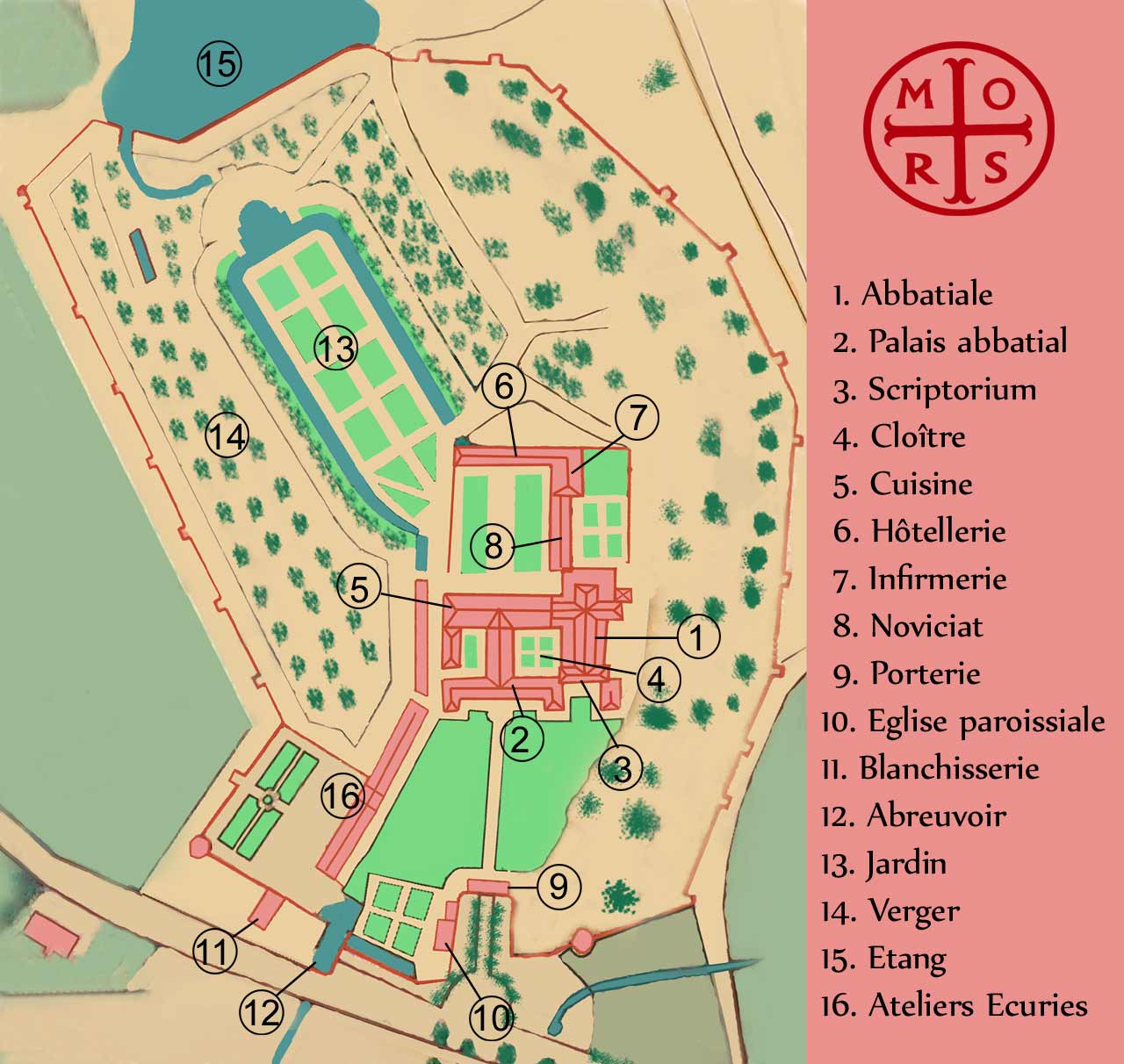
Plan de l'abbaye en 1789.

Parmi les moines célèbres de l'abbaye, on compte Otton de Freising, fils du margrave Léopold III d'Autriche : il étudia à Paris puis entra à l'abbaye, de laquelle il devint l'abbé. Le pape Benoît XII, troisième des papes d'Avignon, commença sa carrière à Morimond.

### L'influence de Morimond en Espagne
Les colonies qu'Otton de Freising avait fondées dans le sud de la France n'allaient pas tarder à essaimer en Espagne avec l'aide d'Alphonse VII. Les moines Fortuné et Heimelin explorèrent la province de Tolède et Durand et Raymond celle de Rioja. Raymond, appelé à la cour d'Espagne pour faire part de son projet d'abbaye, y venait accompagné de Dom Didace Vélaquez et rencontrait Sanche III de Castille, fils d'Alphonse VII, qui lui proposait la ville de Calatrava la Vieja à charge pour lui de la défendre contre les Almohades ce qu'il réussit à la grande surprise de la noblesse espagnole en fondant l'ordre religieux et militaire dit de Calatrava ; Sanche III remettait donc la ville et le fort de Calatrava à un pauvre moine cistercien : « Moi, le roi Sanche par la grâce de Dieu, fils de dom Alphonse de bienheureuse mémoire, illustre empereur des Espagnes, par l'inspiration divine fais cet acte de donation, valable à perpétuité, à Dieu, à la sainte vierge Marie, à la sainte congrégation de Cîteaux et à vous, dom Raymond, abbé de Fitero, et à tous vos frères, tant présents qu'à venir, de la ville appelée Calatrava, afin que vous l'ayez et la possédiez en toute propriété, paisiblement, librement, par droit héréditaire, et que vous la défendiez contre les païens, ennemis de la croix de Jésus-Christ, par son secours et le nôtre ; ainsi vous l'abandonne, et avec elle tous les domaines qui en dépendent, comme montagnes, terres, eaux, prés, etc ». Après la mort de Raymond en 1163 les chevaliers de l'ordre ne voulurent plus être sous la gouvernance d'un abbé aussi élurent-ils Dom García. Celui-ci se rendit à Cîteaux en septembre 1164 où il était reçu par l'abbé Gilbert le Grand qui lui remit la règle de l'ordre confirmée l'année suivante par une bulle du pape Alexandre III. De retour dans son pays Dom Garcia se voyait remettre les terres d'Almadén, de Chillón, de Cogolludo, d'Almoguera et de Maqueda. En 1187 le grand maître de l'ordre, Nuño Pérez de Quiñones, se rendait à Morimond pour y soumettre la demande du roi Alphonse VIII de Castille de rattacher l'ordre de Calatrava à l'abbaye de Morimond directement et non plus à l'abbaye de l'Escaladieu, la demande fut acceptée avec empressement : « Guy, humble abbé de Cîteaux, avec les évêques et les abbés du chapitre, à tous les frères de Calatrava et au vénérable Nugno, grand-maître, salut et fraternité…Nous ne pouvons qu'approuver le projet que vous avez formé de passer des rangs de la milice du monde dans ceux de la milice du Christ...à la demande, que vous nous adressez humblement, de vous admettre à la participation des privilèges de notre ordre, non comme des alliés, mais comme de vrais frères, nous l'accueillons avec plaisir...Si vous voulez fonder des abbayes, vous en remettrez l'établissement à l'abbé de Morimond, qui les aura dans sa filiation et sera tenu de les visiter une fois chaque année par lui-même ou par un délégué ». À la fin du XIIe siècle était réalisée l'unification de l'ordre d'Aviz, au Portugal, et celui d'Alcántara à l'ordre de Calatrava, plus tard ce fut ordre du Christ qui rejoignait Calatrava

Les ordres religieux Espagnols
L’emblème de l’ordre de Calatrava : la croix fleur-de-lysée de gueules.
L’emblème de l’ordre d'Aviz : la croix fleur-de-lysée de sinople.
L’emblème de l’ordre d'Alcantara : la croix fleur-de-lysée de sinople.
Croix de l'ordre du Christ.

### Les destructions

#### AuxXVIeetXVIIesiècles

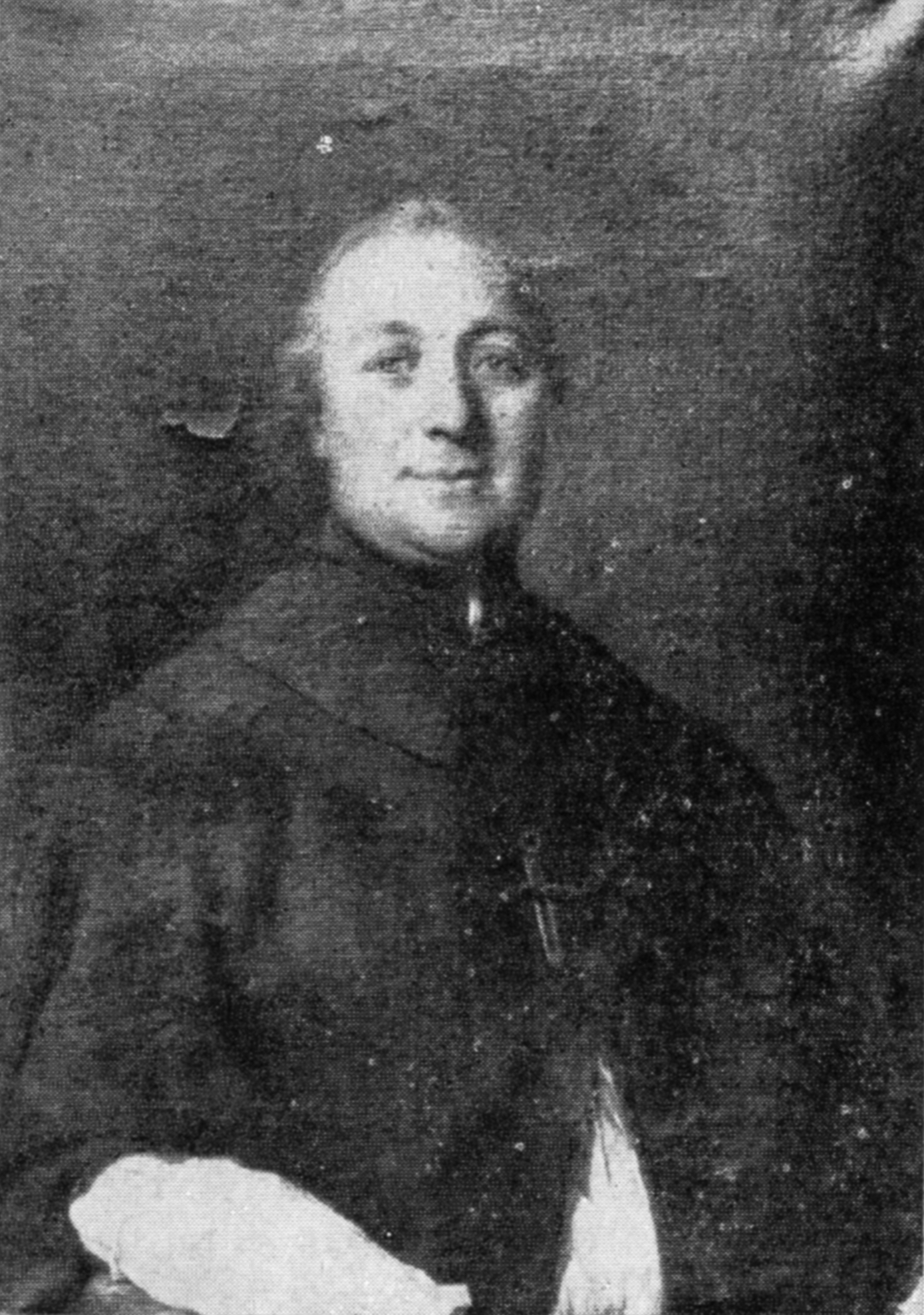
Portrait d'Antoine Chautan de Vercly (1738-1823), dernier abbé de Morimond.

Morimond subit d'importantes déprédations lors des guerres de religion (1572), puis au cours de la guerre de Trente Ans (1636). Durant ces périodes troublées, les moines se réfugient dans leur maison urbaine de Langres. À leur retour définitif en 1678, la paix étant acquise, les cisterciens lancent de grands travaux de transformation qui durent tout le siècle suivant.

#### Après la Révolution
En 1790 les moines sont au nombre de vingt-cinq. Après avoir dû remettre les archives et les objets précieux de l'abbaye aux membres de la municipalité de Bourbonne-les-Bains, l'abbé Antoine Chautan et les derniers religieux se voient intimer l'ordre de quitter les lieux le dimanche des Rameaux 1791.
Les bâtiments de l'abbaye sont petit à petit démantelés pour servir de carrière aux villages du voisinage et finalement vendus comme biens nationaux. Seule l'église est conservée, servant de brasserie, mais tombe graduellement en ruines au long du XIXe siècle. Les aménagements hydrauliques des moines, quant à eux, sont conservés et réutilisés à d'autres fins économiques : une clouterie est installée sous le Grand Étang, des grands moulins sous le canal en U.

### Protection et archéologie

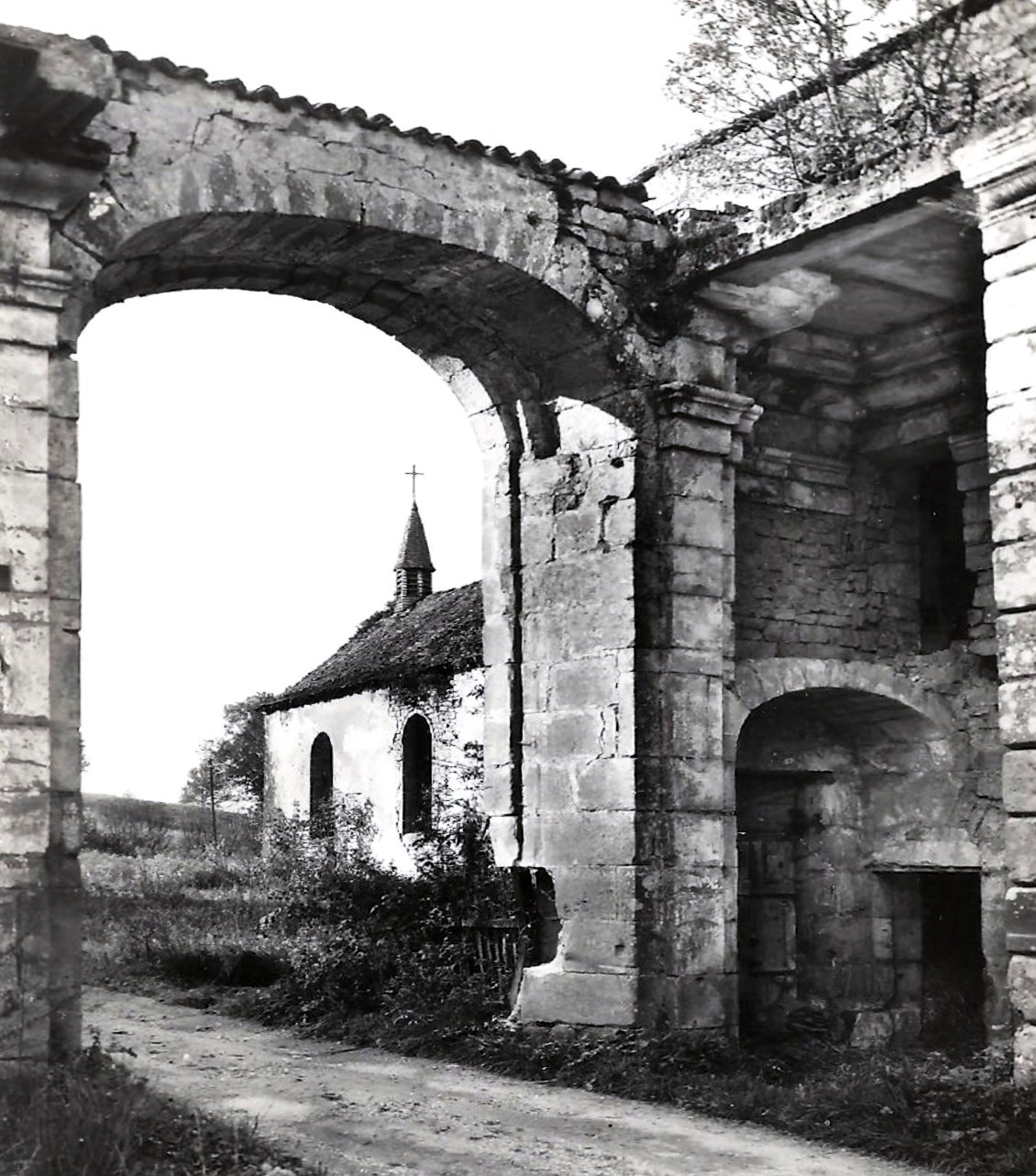
Les ruines de l'abbaye de Morimond.

En 1925, l'ensemble du site est inscrit à l'inventaire complémentaire des Monuments Historiques.
En 1990, l’ancien député-maire de Langres, Jean Favre, crée l’association des Amis de l’abbaye de Morimond, qui se consacre à la promotion et à la revalorisation du site, laissé à l’abandon depuis plusieurs décennies. Depuis, l’association entretient les lieux, collabore à la relance puis à la tenue des fouilles archéologiques, et a mené à bien un projet de restauration de la chapelle Sainte-Ursule, au début des années 2000. En 2019, un projet de restauration de la porterie, estimé à 250 000 €, est annoncé par les Amis de l’abbaye de Morimond.
À partir de 1998, des fouilles subventionnées par le Ministère de la Culture et les services décentralisés de l'État est organisée à Morimond, avec l'aide de nombreux bénévoles,.
En 2018, le site est sélectionné pour faire partie de la “Mission Bern” et bénéficier ainsi d’une partie des subsides du loto du patrimoine. En mars 2019, le président de l’association des Amis de Morimond, Michel Latour, annonce que 23 000 € ont ainsi été récoltés et seront affectés au projet de rénovation de la porterie.

## Organisation économique

### Les possessions de l'abbaye
Après les premières donations d'Olry d'Aigremont et d'Adeline pour constituer le fond de l'abbaye, d'autres se joignirent à eux. Josbert de Meuse et sa femme Adeline lui donneront la terre de Morveau vers 1135. Quelques années plus tard, et avant leur départ à la seconde croisade, plusieurs seigneurs firent des dons à l'abbaye, c'est le cas de Gislebert de la Porte, Barthélemy de Nogent, Regnier de Bourbonne, Renard et Conon de Choiseul, Hugues de Beaufremont, Macelin et Eudes d'Hortes, Guy de Rançonnières, Regnier de Vroncourt, Gérard et Geoffroy de Bourmont, Hugues de Vaudémont, les sires de Tréchâteau, de Grancey et de Montsaugeon ; quatre d'entre eux sont seigneurs-bannerets (chevalier ayant droit de porter une bannière et donc de commander plusieurs chevaliers), dix sont de fiefs de haubert (possédé à l'origine par un chevalier) et quinze sont écuyers. La plus importante de ces donations fut celle de Robert et Simon Wiscard ainsi qu'Hugues de Beaujeu qui cédèrent la « terre des Gouttes », consistant alors en deux grosses métairies proches de Morimond. Afin de garantir ces biens l'abbé Renaud Ier rencontrait le pape en 1147 et obtenait de lui qu'il place l'abbaye sous sa protection.
En 1160 un dénombrement est réalisé et permet de mesurer les possessions du monastère : dix granges (à Vaudenvillers, Dosme, Anglecourt, Grignoncourt, Andoivre, Morveau, Les Gouttes, Grandrupt, Rapchamp, Fraucourt), le franc-alleu de Levécourt, le droit de prendre deux charges de sel dans les salines de Moyen-Vie, des tennements (terre concédée à une personne non noble par un seigneur) et des gaignages (petite exploitation) dans une douzaine de villages, le droit d'usage, de pêche et de pâturage dans les forêts d'une soixantaine de villages, les rivières et les prairies des seigneuries de Choiseul, de Bourbonne, d'Aigremont et de Clefmont. Plus tard le seigneur de Lambrey, Renard, devait lui donner le fief de Mont ; Thibaut, comte de Bar et de Pont-à-Mousson, quelques métairies ; Foulques de Choiseul le domaine de Salves-Champ ; Gérard de Vaudémont l'exploitation de mines de fer à Chaligny ; le comte de Bourgogne une partie des salines et des forges à Scey-sur-Saône. Devant l'étendue de son territoire l'abbaye voyait bien que ses occupants ne suffisaient plus à assurer l'exploitation de ses terres, il fut donc décidé d'en confier l'usage à des ouvriers et, pour que ceux-ci puissent célébrer leurs offices, une chapelle fut construite en dehors du mur d'enceinte de l'abbaye et dédiée à sainte Ursule dont ils ramenèrent des reliques.
Pendant plus d'un siècle l'abbaye devait garder le même visage, seul l'oratoire primitif avait été déplacé en 1130 pour le rapprocher du monastère. Au fil des ans le nombre de moines augmentant prodigieusement, l'abbé Guy Ier décidait la construction d'une église et en traçait les plans. Les premières pierres furent placées en 1230 et la construction devait durer jusqu'en 1251 date à laquelle fut célébrée sa dédicace. La nef mesurait cinquante mètres, le transept et l'abside trente mètres et sa voute, supportée par douze piliers, culminait à vingt-cinq mètres. Trois chapelles s'y trouvaient ainsi que plusieurs oratoires. Sa façade était ouverte par trois portes et percée d'une rosace. L'intérieur était pavé d'un grand nombre de pierres tombales. L'édifice achevé il était consacré le 7 septembre 1253 par Guy de Rochefort. Beaucoup plus tard, sous l'autorité de ses derniers abbés, l'abbaye devait subir d'importantes modifications. Une galerie de tableaux était construite ainsi qu'une grande tour pour remplacer le clocher primitif. Un orgue imposant, des stalles sculptées et un baldaquin de vingt mètres de hauteur sur six de largeur venaient sublimer la vieille abbaye. L'église de Morimond représentait la puissance de l'abbaye qui possédait plus d'une vingtaine de moulins sur la Meuse, la Moselle et la Saône, une mine de fer, deux usines métallurgiques, une verrerie, des charbonnières, des pressoirs à vin (l'abbaye possédait des vignes dans les environs de Dijon), de grandes étendues de bois, des fours à chaux, des charges de sel à Salins, des maisons dans une douzaine de villes (l'hôtel de Morimont à Dijon où l'abbaye avait acheté des granges et des écuries à l'extrémité de la ville et avait fait élever plusieurs maisons sur ce qui deviendra aujourd'hui la place Émile-Zola), des granges exploitées par cent soixante ouvriers, des troupeaux, la haute justice dans six villages et un grand nombre de droits de passage sur les terres de Lorraine, Bourgogne, Champagne, Bar, les évêchés de Toul, Langres et Metz.

#### Gestion hydraulique
Les travaux les plus colossaux sont entrepris pour gérer l'eau, en particulier celle du Flambart qui a creusé la vallée dans laquelle l'abbaye s'est établie. L'aménagement cistercien permet la création sur le site de trois étangs totalisant trente-cinq hectares d'eau.
Les moines se lancent aussi dans de vastes travaux d'assainissement. Ils aménagent sous l'abbaye un réseau d'égouts voûtés de plus d'un kilomètre de longueur, dont certaines sections mesurent plus de trois mètres de largeur.

#### Gestion agricole et forestière
Les cisterciens plantent des vignes sur le coteau « des Gouttes » et de nombreux jardins potagers et entreprennent le défrichement des forêts qui bordent l'abbaye. Ce dernier travail se pratique en trois temps. Tout d'abord viennent les coupeurs (« incisores ») chargés de faire tomber les arbres, puis les extirpateurs (« extirpatores ») qui déracinent les souches ; enfin les brûleurs (« incensores ») qui enflamment les débris. De ces immenses forêts ils tirent le bois nécessaire à la fabrication du charbon, du bois de chauffage et celui destiné aux constructions.
Ils divisent leurs forêts en trois classes. Dans la première, une coupe est effectuée tous les vingt ou trente ans (les « sylvœ cœduœ ») ; la seconde est laissée en massifs exploités tous les cent cinquante à deux cent cinquante ans (les « sylvœ glandariœ »). La troisième, nommée « bois sacrés », est laissée en l'état.

#### Les granges cisterciennes
Sur les terres éloignées les moines édifient des granges monastiques dirigées par des frères convers (membres des ordres religieux catholiques chargés principalement des travaux manuels et des affaires séculières d'un monastère), nommé « bartlingo » à cause de leur longue barbe. Ils se divisent en plusieurs fratries, les meuniers (« frates molendinarii »), les boulangers (« frates pistores »), les brasseurs (« frates brasciarii »), les huiliers (« frates olearii »), les corroyeurs (« frates coriarii »), les foulons, etc..
Chaque fratrie est encadrée un frère inspecteur ; un moine directeur coordonne l'ensemble. À leurs côtés se joignent des serviteurs et des étrangers. Au sein d'une grange les frères convers, jamais plus de huit ou dix, avaient un chef nommé Maître (« magister conversorum ») chargé d'accueillir les étrangers et les pauvres. En seconde place vient le « frater stivarius » chargé de la charrue, associé au frère bouvier ou pique-bœuf (« frater bubulcus »). Les frères vachers, bergers et porchers étaient accompagnés d'un plus jeune (« junior suus »), à eux s'ajoutent le laitier, le charretier et le palefrenier.
Lorsqu'une grange peut suffire à l'entretien de treize frères convers avec les domestiques, elle devient abbaye. À la fin du XIIIe siècle l'abbaye de Morimond compte quinze granges toutes sous la direction du cellerier, rassemblant plus de deux cents chevaux, autant de bœufs, des vaches et des veaux en grand nombre ainsi qu'une vingtaine de porcheries, chacune comptant deux à trois cents porcs. Les troupeaux sont rentrés tous les soirs. Les granges sont construites sur un même modèle, à savoir une cour fermée par deux grandes portes, les écuries et les logements des domestiques d'un côté et de l'autre le bâtiment des frères ; l'ensemble est fermé par un mur d'enceinte délimitant la « curtis grangiœ » qui est terre sacrée et inviolable.
Les travaux des champs n'étaient pas les seules occupations des moines, le pape Benoît XII, formé dans ses jeunes années au monastère cistercien de Fontfroide, entreprend, entre autres choses, d'organiser l'enseignement dispensé dans les monastères. Il décide que chaque abbaye doit avoir une école et chaque province un lycée. Il en reconnait six : Oxford, Toulouse, Montpellier, Salamanque, Bologne et Metz ; au-dessus d'eux se situe le collège de Paris et, comme toutes les abbayes de l'ordre comptant plus de quarante religieux, Morimond était tenue d'envoyer à Paris deux moines profès. Morimond verra dans ses murs s'épanouir des moines érudits, tels Otton de Freising auteur du « Traité des trois degrés, ou moyen d'obtenir l'héritage céleste », Himbert de Losne, Odon, Renaud Ier qui a composé la vie de sainte Glossinde. À son apogée la bibliothèque de l'abbaye de Morimond comptera six mille volumes dont les deux tiers, après la Révolution, formèrent le fonds de la bibliothèque de Chaumont.

## Architecture

### Église abbatiale
L'église abbatiale, en croix latine, était construite dans un style sévère et dépouillé, conformément à l'esthétique cistercienne, sans tours ou ornements. Dans la seconde abbatiale, consacrée le 7 septembre 1253, la nef mesurait cinquante mètres de longueur, dix mètres de largeur et vingt-cinq mètres de hauteur, avec une voûte en croisée d'ogives. Le chœur était long de trente mètres, le transept également. La nef, suivant le plan classique cistercien, était flanquée de deux bas-côtés de cinq mètres de largeur et dix de hauteur, qui ne se prolongeaient pas au-delà du transept, les abbatiales cisterciennes n'ayant pas de déambulatoire.

#### Orgue

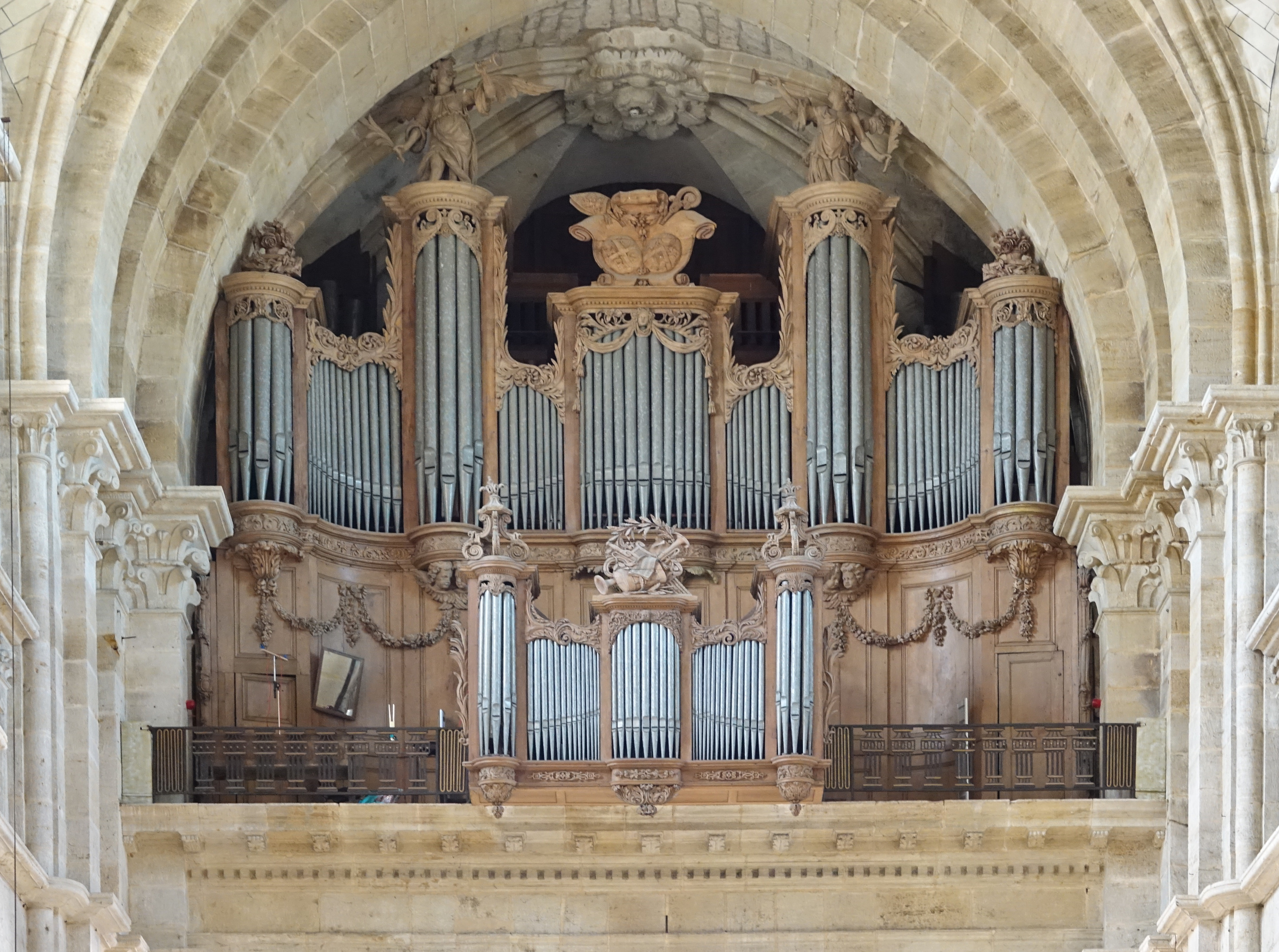
Orgue de l'abbatiale de Morimond, transféré à la cathédrale de Langres.

L'orgue de l'abbatiale, datant de 1715, est déplacé à la Révolution à la cathédrale de Langres.
Composition de l'orgue
| I. Positif (56 notes : Do I - Sol V) |            |     |
| 1                                    | Montre     | 8'  |
| 2                                    | Prestant   |     |
| 3                                    | Doublette  |     |
| 4                                    | Nazard     |     |
| 5                                    | Bourdon    | 8'  |
| 6                                    | Tierce     |     |
| 7                                    | Trompette  |     |
| 8                                    | Cromorne   |     |
| 9                                    | Clairon    |     |
| 10                                   | Fourniture | V   |
| 11                                   | Cymbale    | III |
| 12                                   | Cornet     | V   |

| Grand orgue (56 notes : Do I - Sol V) |               |     |
| 13                                    | Montre        | 16' |
| 14                                    | Montre        | 8'  |
| 15                                    | Prestant      |     |
| 16                                    | Doublette     | 16' |
| 17                                    | Bourdon       | 16' |
| 18                                    | Bourdon       | 8'  |
| 19                                    | Flûte         | 8'  |
| 20                                    | Flûte         | 4'  |
| 21                                    | Nazard        |     |
| 22                                    | Tierce        |     |
| 23                                    | Grosse tierce |     |
| 24                                    | Bombarde      | 16' |
| 25                                    | Trompette     |     |
| 26                                    | Clairon       |     |
| 27                                    | Voix humaine  |     |
| 28                                    | Fourniture    | IV  |
| 29                                    | Cymbale       | IV  |
| 30                                    | Cornet        | V   |

| Récit (56 notes : Do I - Sol V) |                 |     |
| 31                              | Principal       | 8'  |
| 32                              | Principal       | 4'  |
| 33                              | Bourdon         | 8'  |
| 34                              | Quintaton       | 16' |
| 35                              | Flûte           | 4'  |
| 36                              | Flûte           | 2'  |
| 37                              | Voix céleste    |     |
| 38                              | Fourniture      | V   |
| 39                              | Bombarde        | 16' |
| 40                              | Cornet          | V   |
| 41                              | Clairon         |     |
| 42                              | Basson-hautbois |     |
| 43                              | Trompette       |     |

| Écho (32 notes : Do III - Sol V) |           |   |
| 44                               | Cornet    | V |
| 45                               | Trompette |   |

| Pédale (30 notes : Do I - Fa III) |           |     |
| 46                                | Bourdon   | 32' |
| 47                                | Flûte     | 16' |
| 48                                | Soubasse  | 16' |
| 49                                | Flûte     | 8'  |
| 50                                | Flûte     | 4'  |
| 51                                | Bombarde  | 16' |
| 52                                | Trompette | 8'  |
| 53                                | Clairon   | 4'  |

### Divers
De nos jours, seul un fragment de l'aile nord de l'église subsiste des structures médiévales. La chapelle Sainte-Ursule date du XVe siècle, tandis que la porte d'entrée, la bibliothèque et quelques pavillons témoignent des constructions du XVIIIe siècle. On retrouve également des traces des infrastructures hydrauliques construites pour faire fonctionner les forges et moulins de l'abbaye.

## Galerie

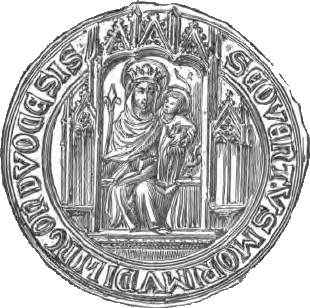
Sceau de l'abbaye de Morimond.
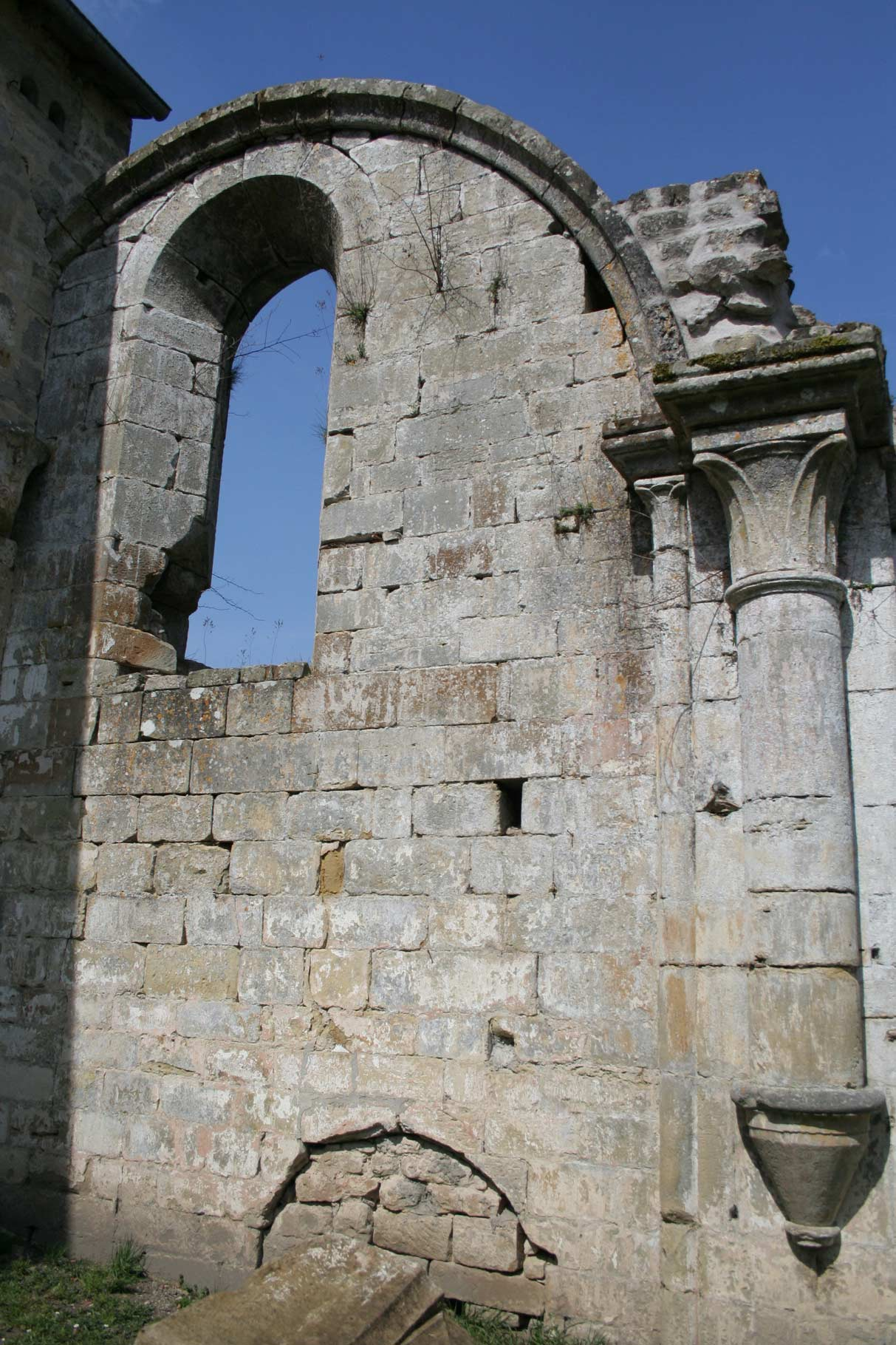
Vestiges de l'église en 2007.
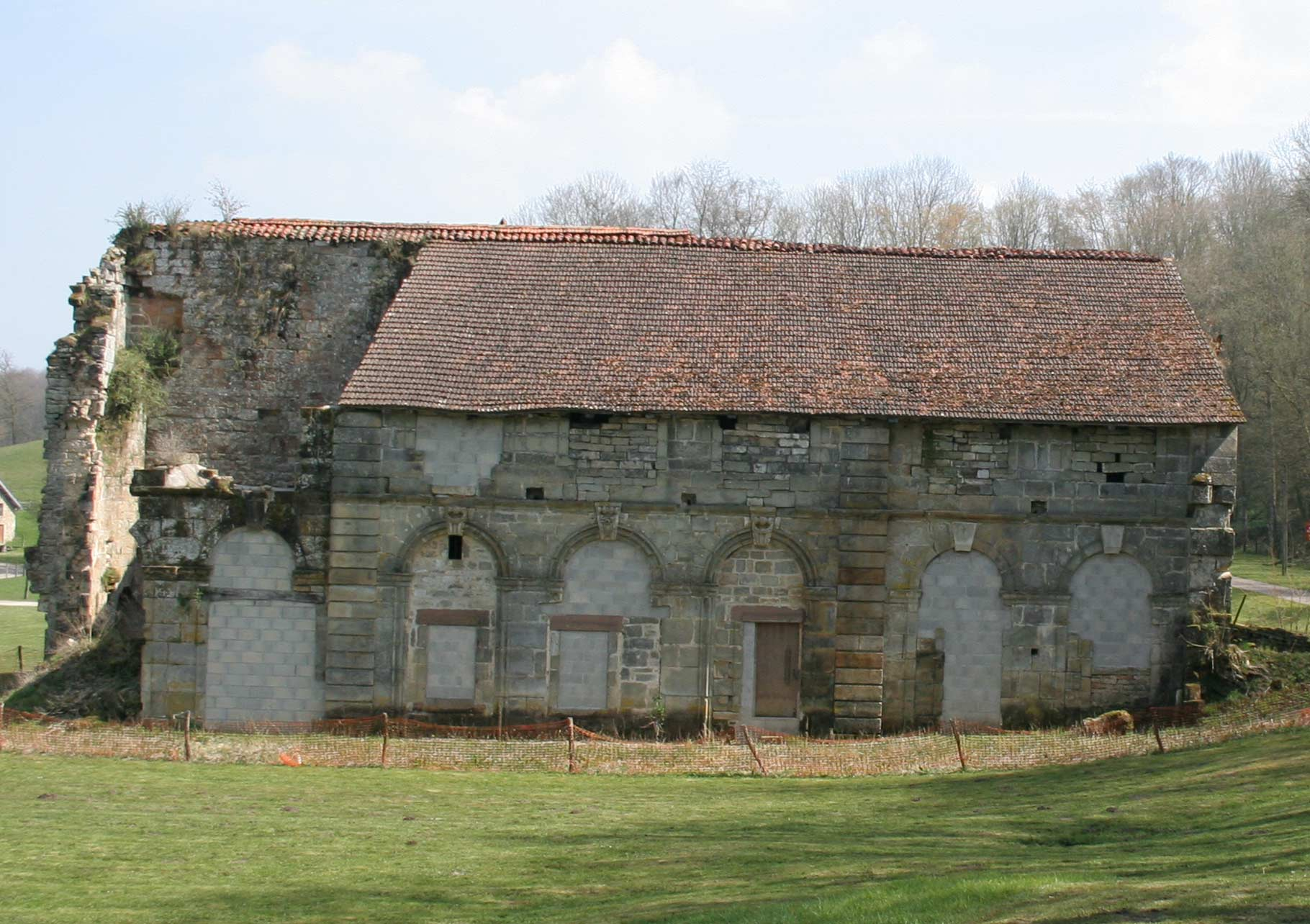
Vestiges de la bibliothèque en 2007.
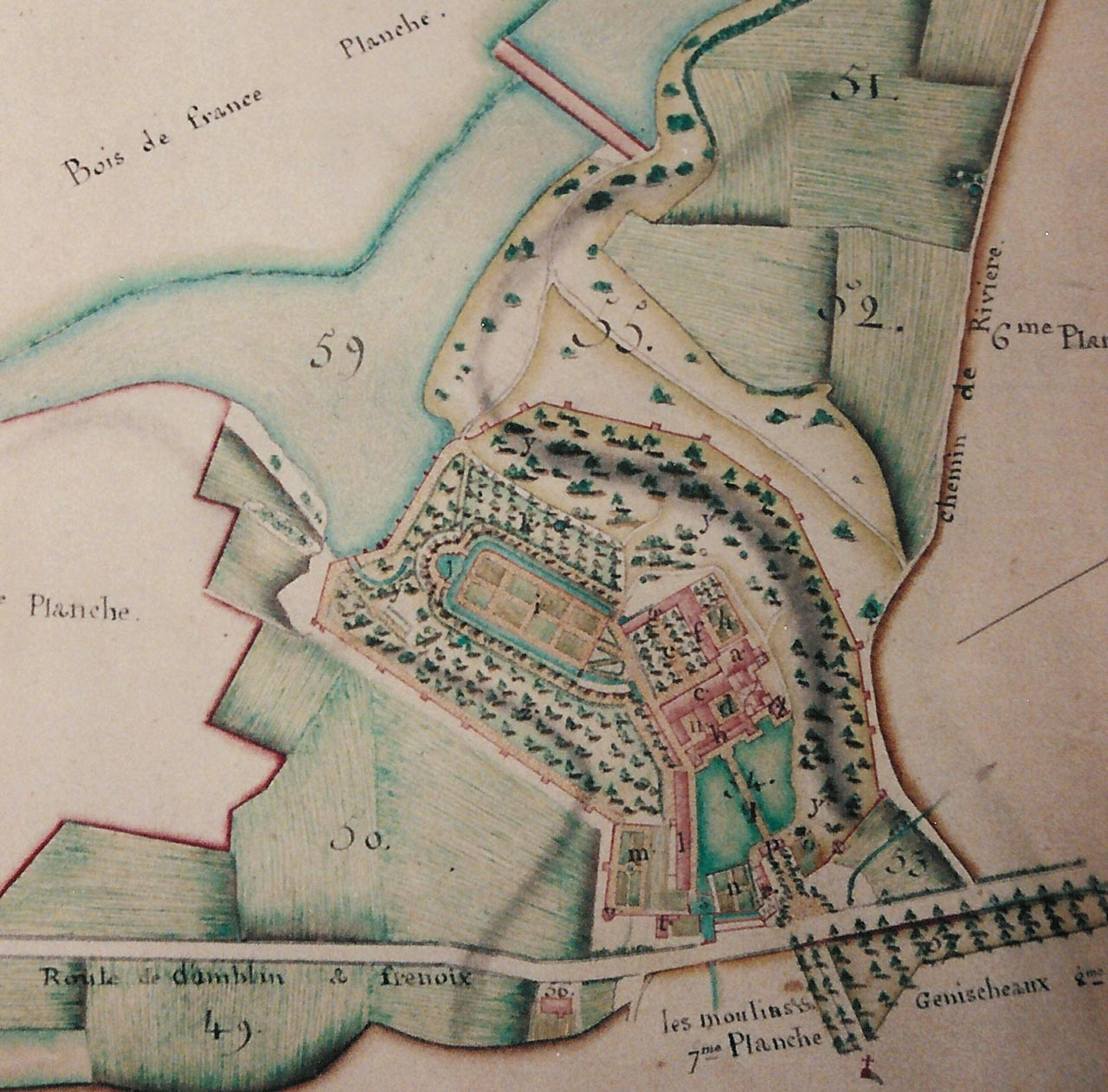
Plan de l'abbaye.
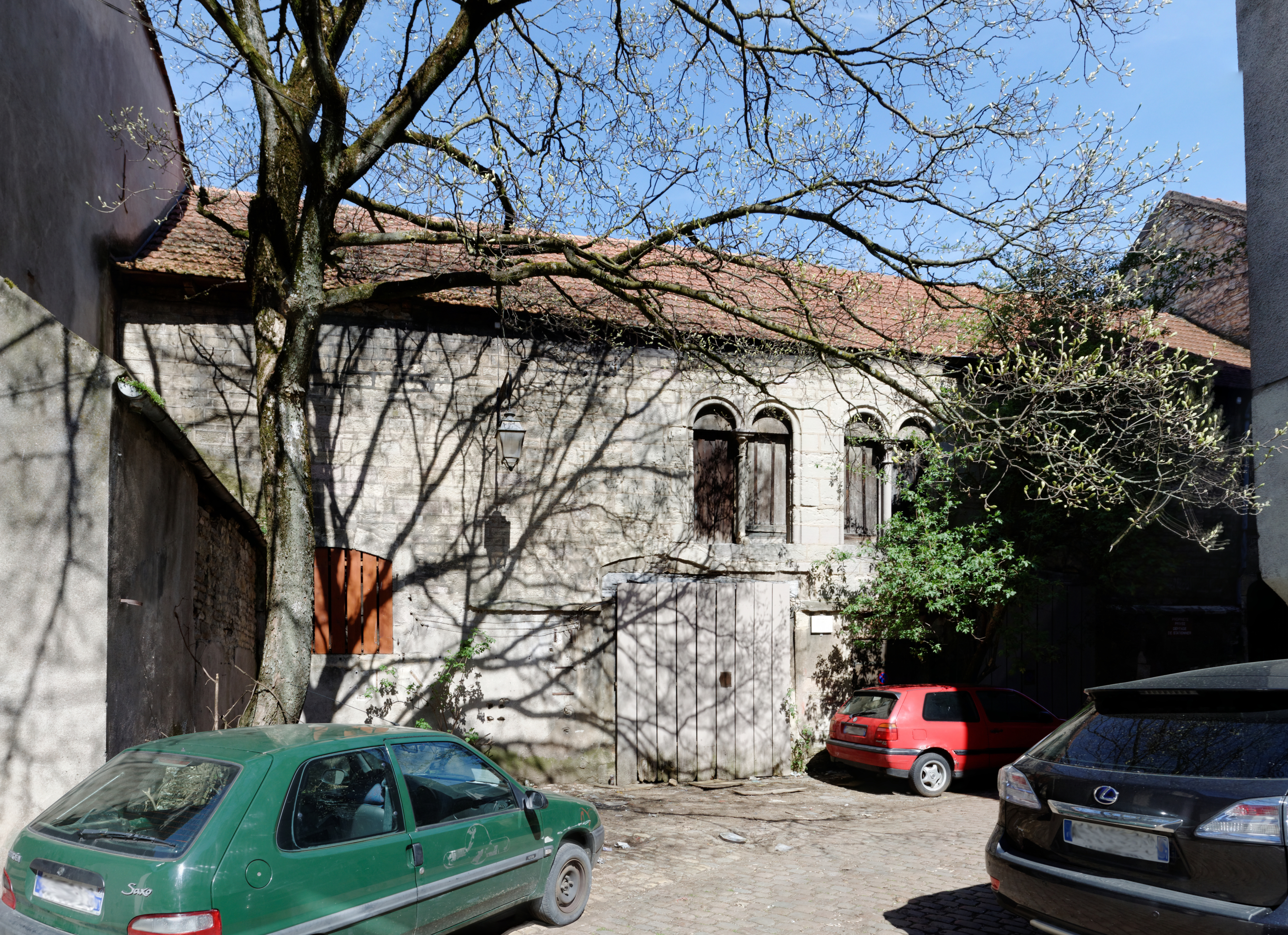
Le cellier dépendant de l'abbaye de Morimond à Dijon.